# Dār al-ʿAdl
La Dār al-ʿAdl (in arabo ﺩﺍﺭ ﺍﻟﻌﺪﻝ‎?, lett. "Casa, o sede, della Giustizia") è stata un'istituzione islamica destinata ad ospitare i lavori giuridicamente rilevanti, coordinati dalla magistratura statale dei Qāḍī.

## Storia
Evoluzione fortemente innovativa del qaḍāʾ al-maẓālim o al-naẓar fī l-maẓālim, la prima struttura creata per ospitare la magistratura statale è stata quella voluta dal Sultano zengide, il turco Nūr al-Dīn Maḥmūd b. Zankī (il nostro Norandino) a Damasco nel 1163, mentre l'ultima fu quella fatta erigere nel 1315 sulla Cittadella del Cairo (Qalʿat al-Jabal) per volontà del Sultano turco mamelucco al-Malīk al-Nāṣir Nāṣir al-Dīn Muḥammad ibn Qalāwūn (r. 1294-1341), poi restaurata profondamente nel 1334.

Tra questi due estremi sono ricordate altre tre strutture finalizzate al medesimo scopo: quella di Aleppo del 1189, eretta da al-Zahir Ghazi (figlio di Saladino), quella dell'Ayyubide al-Malik al-Kāmil del 1207 e quella del 1262, voluta dal Mamelucco Baybars.